# Superconducting Super Collider

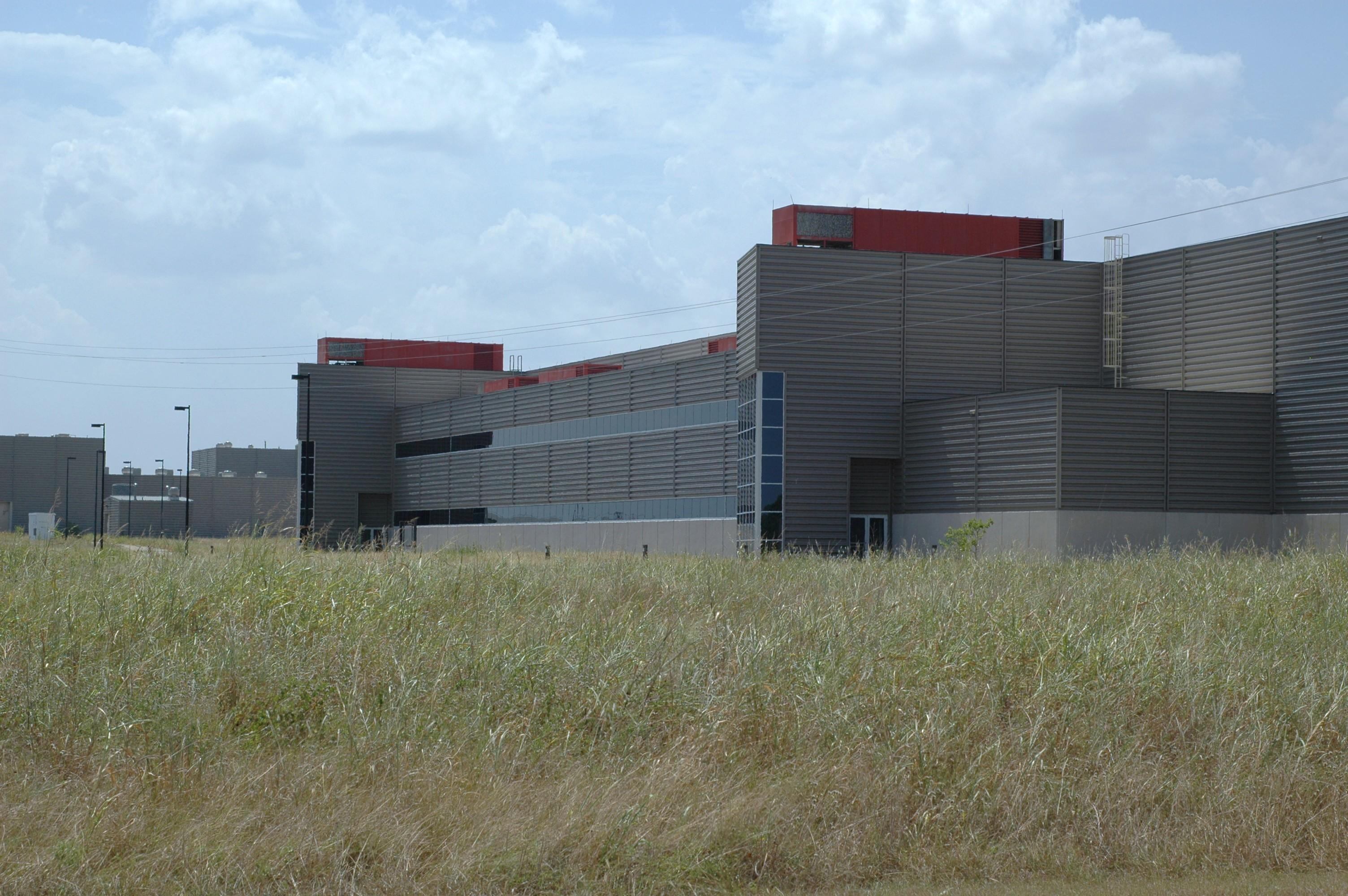
O prédio do SSC abandonado, em 2008

O Superconducting Super Collider ou SSC foi um projeto não concluído de acelerador de partículas do governo dos Estados Unidos. A ideia para um novo e mais potente acelerador de partículas vinha sendo discutida na comunidade de física nuclear dos EUA desde os anos 70, e paineis com o governo para sua construção começaram em 1983. A construção começou em 1991, em Waxahachie, Texas, mas nunca foi concluída, com o projeto sendo cancelado ainda em 1993, com  22,5 km de túnel cavados e dois bilhões de dólares gastos (aproximadamente 3,8 bilhões em valores de 2022).

## História

### Contexto
Nos anos 70, os Estados Unidos lideravam a física nuclear, tendo recentemente descoberto os primeiros quarks. Os Estados Unidos já possuíam aceleradores de partículas - Fermilab, SLAC, o CESR, e o AGS. Porém, a Europa avançava na expansão do seu acelerador, o CERN, além de contar com o DESY, enquanto que a União Soviética também possuía aceleradores e competia por descobertas na área, e novas nações também trabalhavam em seus aceleradores, como o Japão com o KEK. Para manter a competitividade na área, os físicos norte-americanos discutiam a construção de um novo e mais potente acelerador. Um dos principais proponentes era Leon Lederman, diretor do Fermilab e que viria a ser laureado com o Prêmio Nobel. Ao longo de sua carreira, continuaria defendendo o SSC.
No contexto da guerra fria o governo dos Estados Unidos vinha injetando dinheiro em projetos relacionados a física nuclear, perseguindo o desenvolvimento de armas nucleares como no projeto Manhattan, que custou 300 bilhões de dólares. Porém, pressões inflacionárias nos anos 70 e o movimento anti-guerra vinham reduzindo o apoio a tais projetos.

### Início
Nos anos 80 propostas mais concretas para a construção de um novo acelerador vinham sendo discutidas entre acadêmicos e o governo. Sob o apelido de "Desertron" almejava-se que o novo acelerador tivesse 40 TeV e um túnel de 30 km. Em 1984 o projeto foi dado um nome, Superconducting Super Collider (SSC), e um orçamento de 8,4 bilhões de dólares em valores atuais - um orçamento maior que o dos aceleradores anteriores, que estavam na casa de milhões de dólares.

Uma preocupação era que os EUA teriam aceleradores demais, dispersando o financiamento e a mão de obra especilizada, enquanto que a Europa podia concentrar os esforços no CERN. Porém, os EUA queriam manter a liderança na área e para isso queriam um acelerador maior que os existentes e em solo americano, dessa forma não demonstraram interesse em unir esforços com os europeus no CERN, nem vice-versa. Uma conferência entre o então presidente americano George H. W. Bush e o então primeiro-ministro japonês Kiichi Miyazawa que deveria discutir o apoio financeiro do país asiático ao acelerador foi cancelada devido a um incidente em que Bush vomitou em Miyazawa, e nunca mais foi agendada.

A Universities Research Association (URA) submeteu uma proposta ao governo para liderar a criação do acelerador, com Roy Schwitters selecionado como diretor do projeto. Em 1987 um grupo de trabalho iniciou a seleção do local de construção do acelerador.

### Local e construção
A seleção do local para construção foi polêmica. Diversos estados se candidataram, nas esperança de que a construção no local geraria milhares de empregos, tanto temporários como permanentes, e houve amplo lobby no congresso e senado para tentar influenciar a seleção do local. Entre os candidatos na fase final de seleção estava uma cidade vizinha ao Fermilab em Illinois, favorita entre a URA por poder aproveitar a mão de obra especializada do local. Porém, a escolha final acabou sendo a cidade de Waxahachie, no Texas. Um possível motivo da escolha está relacionado a protestos de grupos ativistas de Illinois que ameaçavam uma batalha judicial contra a construção do acelerador no local por preocupações com resíduos nucleares (que o acelerador não gerava). Esses grupos tinham ganhado força na época, no contexto do desastre de Chernobyl.

Após diversas trocas no comando do projeto, que, junto à ausência de um sistema de gerência de custos, levou a atrasos e aumento no orçamento necessário para construção, as obras começaram em 1991, e os túneis começaram a ser escavado sem 1993. Apenas dias depois do início dos trabalhos, um acidente causou o desabamento de uma porção de um túnel, matando um funcionário.

### Cancelamento

#### Contexto
Em 1993, após décadas de pesquisa e planejamento por parte do governo e da URA, o orçamento para a construção do túnel já havia saltado dos 8 bilhões originais para mais de 18 bilhões. Unido a isso ocorreu também o colapso da União Soviética, o que tirava parte da motivação competitiva do projeto. Por fim, em paralelo ocorria a construção da Estação Espacial Internacional, outro projeto multi-bilionário sendo empregado pelo governo dos Estados Unidos que estava com o orçamento muito acima do original, e que não encontrava mais forte motivação do público e da comunidade científica norte-americana, dado o custo enorme e benefício científico ainda não claro. Por fim, o projeto não contava com apoio financeiro da comunidade internacional, que já trabalhava em outros aceleradores.

#### Fim do projeto
Ao fim de 1993, e não sem uma batalha política, o congresso e o senado votaram por encerrar o projeto. No final das contas, 22,5 km de túnel foram cavados e dois bilhões de dólares gastos (aproximadamente 3,8 bilhões em valores de 2022). Foram submetidos planos diversos para aproveitar a infraestrutura que havia sido construída, mas nenhum deles foi aprovado. Algumas empresas compraram partes da infraestrutura, mas a maior parte ficou abandonada.